# RedLynx
RedLynx (in precedenza Punainen Ilves Laboratoriot) è uno sviluppatore di videogiochi finlandese con sede a Helsinki, in Finlandia, fondato dai fratelli Atte e Antti Ilvessuo il 17 agosto 2000. La società originariamente funzionava sotto il nome di Punainen Ilves Laboratoriot (letteralmente Red Lynx Laboratories), ma fu ufficialmente ribattezzata in RedLynx il 3 giugno 2004. Meglio conosciuta per la serie di giochi Trials, RedLynx fu acquisita dall'editore di videogiochi francese Ubisoft il 2 novembre 2011.

## Giochi sviluppati
| Anno | Titolo                          | Piattaforma                                          |
| ---- | ------------------------------- | ---------------------------------------------------- |
| 2000 | Trials                          | Browser                                              |
| 2003 | Trials Bike Basic               | Browser                                              |
| 2003 | Trials Bike Pro                 | Java                                                 |
| 2004 | Pathway to Glory                | N-Gage                                               |
| 2004 | Trials Construction Yard        | Java                                                 |
| 2005 | High Seize                      | N-Gage                                               |
| 2005 | Pathway to Glory: Ikusa Islands | N-Gage                                               |
| 2005 | Trials Mountain Heights         | Java                                                 |
| 2007 | Warhammer 40,000: Squad Command | Nintendo DS, PlayStation Portable                    |
| 2007 | Trials 2                        | Browser, Microsoft Windows                           |
| 2008 | Trials 2 - Second Edition       | Microsoft Windows                                    |
| 2008 | Reset Generation                | Microsoft Windows, N-Gage                            |
| 2008 | Monster Trucks Nitro            | Browser, iOS, Mac OS X, Microsoft Windows            |
| 2008 | Trials Dynamite Tumble          | Browser                                              |
| 2009 | DrawRace                        | iOS                                                  |
| 2009 | Monster Trucks Nitro II         | iOS                                                  |
| 2009 | Trials HD                       | Microsoft Windows, Xbox 360                          |
| 2010 | Trials Legends                  | Microsoft Windows                                    |
| 2011 | 1000 Heroz                      | iOS                                                  |
| 2011 | DrawRace 2                      | Android, iOS                                         |
| 2011 | MotoHeroz                       | Android, iOS, Wii                                    |
| 2012 | Trials Evolution                | Xbox 360                                             |
| 2012 | Nutty Fluffies                  | iOS                                                  |
| 2013 | Trials Evolution: Gold Edition  | Microsoft Windows                                    |
| 2014 | Trials Frontier                 | Android, iOS                                         |
| 2014 | Trials Fusion                   | Microsoft Windows, PlayStation 4, Xbox 360, Xbox One |
| 2016 | Trials of the Blood Dragon      | Microsoft Windows, PlayStation 4, Xbox One           |
| 2017 | DrawRace 3: World Championship  | Android, iOS                                         |
| 2017 | South Park: Phone Destroyer     | Android, iOS                                         |